# Сабор против богумила у Србији
Сабор против богумила у Србији био је државни и црквени сабор, који је око 1176. године сазвао српски велики жупан Стефан Немања. Одржан је код старе Петрове цркве у Расу. На сабору је богумилство осуђено као јерес чије је помињање забрањено, њиховом поглавару је урезан језик у грлу његову, док су други "попаљени" или кажњени разним телесним казнама и прогнани из земље, а сва њихова имовина је одузета. 

## Прилике уочи сабора
Стефан Немања 1172. предузима неуспешан војни поход против Византије, приликом којег је одведен у Цариград, као заробљеник цара Манојла I Комнина. По повратку из византијског заточеништва, обавезавши се цару Манојлу да ће му до краја живота остати веран вазал, Стефан Немања започиње своју другу владавину великог жупана (1172—1196). Након повратка из заточеништва, Немања уређује српску државу по угледу на Византијско царство, а један од првих потеза му је обрачунавање са богумилима, који нису прихватали византијску власт и црквену хијерархију.
Након што му је, према предању, један од војника саопштио да се мрска и триклета јерес већ укорењује у држави твојој, Немања сазива Сабор, уз помоћ архијереја Јефтимија, на који позива монахе са игуманима, јереје, старешине и све велможе, од малих до великих.

## Ток сабора
На том Сабору су биле присутни не само црквени великодостојници већ и све важније велможе. Присуство велможа значи да су богумили престали бити само ствар цркве, која са њиховим учењем више не може да се носи, већ су толико ојачали да су постали и ствар државе. Богумили немају упориште само у српској сиротињи, већ и међу самим велможама, који се уопште нису трудили да сакрију своје веровање. И док је говорио овај Свети, и док је била велика препирка... многе велможе на Сабору се отворено противе предложеним мерама, покушавајући да спрече предстојећу истрагу.
И док се на Сабору водила велика распра, дође кћи једнога од Немањиних велможа, чији је муж био „кривоверан“, и од ког је побегла. Она паде Немањи пред ноге, говорећи му: "Господине, господине мој, ево видим како држава твоја расправља о овој мрској и одвратној вери. Ваистину, господине мој, по брачном закону бих испрошена од оца мојега, слуге твојега, који је мислио да је једноверство у твојој држави. И бих у тих законопреступника, и видех, господине, где уистини служе отпаднику од славе Божје, самоме сотони. И не могући трпети смрада глувих идола и мрске јереси, истргох се из руке њихове и побегох, и вапијем моћи твојој: порази крстом оне који се боре с нама, да науче нечастиви непријатељи како је моћна вера твоја, господине".
„А Свети, изведав ову пред сабор свој, сабран противу те лукаве јереси, изобличи кривоверје њихово, и саветова се са светитељем својим Јефтимијем и са часним чрнцима, и са велможама својим, и, нимало не задоцнев, посла на њих војску, наоружану од славних својих, говорећи: `Ревнујући поревновах за Господом Богом сведржиоцем`.“

## Последице сабора
Ускоро је Немањина војска кренула по Србији тражећи јеретике, и вршећи прогон неправоверног становништва. „И он изобличи безбоштво њихово, и једне попали, друге разним казнама казни, треће прогна из државе своје а домове њихове, и све имање сакупив, разда прокаженим и убогим.“ Убрзо је Немања ухватио и самог вођу богумила, који је сурово кажњен: „Учитељу и начелнику њихову језик уреза у грлу његову, што не исповеда Христа, сина божјег.“
У овим погромима страдале су и богумилске књиге, које би данас биле од велике вредности, обзиром да би представљале најстарије споменике рашке и македонске школе. Прогон богумила и уништавање њихових књига и јесте разлог што се о њима мало зна, а скоро сва знања долазе од њихових непријатеља. „Књиге његове нечастиве спали, и изагна га, запретив да се никако не исповеда нити помиње триклето име. И сасвим искорени ту проклету веру, да се и не помиње никако у држави његовој, него да се слави једнобитна и нераздељива и животворна Тројица: Отац и Син и свети Дух, свагда и сад и увек на веке векова. Амин.“
Велики део богумила тада бежи у суседне земље, а посебно у Босну, где налазе уточиште код српског Бана Кулина, због чега ће му проблеме правити папа и Угарска. Иако је мноштво богумила било протерано, а мноштво страдало, нису у потпуности нестали из Србије. Они су још дуго живели у Србији, али углавном притајено, јер им је јавно исповедање вере, која је утврђена као јеретичка, било забрањено. И наредни српски владари ће предузимати акције против њих, али никада више тако драстичне као Немања.
На старој фресци у једном селу близу Ужица, приказан је државни сабор на ком се Симеон Немања обрачунао с богумилима, изнад чијих глава пише „полуверци“. 